# 802
| 802                |
| ------------------ |
| Dødsfald - Fødsler |
|                    |

| Gregoriansk kalender | 802 DCCCII              |
| Ab urbe condita      | 1555                    |
| Armensk kalender     | 251 ԹՎ ՄԾԱ              |
| Kinesiske kalender   | 3498 – 3499 辛巳 – 壬午 |
| Etiopisk kalender    | 794 – 795               |
| Jødisk kalender      | 4562 – 4563             |
| Hindukalendere       |                         |
| - Vikram Samvat      | 857 – 858               |
| - Shaka Samvat       | 724 – 725               |
| - Kali Yuga          | 3903 – 3904             |
| Iransk kalender      | 180 – 181               |
| Islamisk kalender    | 186 – 187               |

Se også 802 (tal)